# Scapsipedus steinbergi
Scapsipedus steinbergi är en insektsart som beskrevs av Andrej Vasiljevitj Gorochov 1988. Scapsipedus steinbergi ingår i släktet Scapsipedus och familjen syrsor. Inga underarter finns listade i Catalogue of Life.